# Pangamie
 (janvier 2023).
Si vous disposez d'ouvrages ou d'articles de référence ou si vous connaissez des sites web de qualité traitant du thème abordé ici, merci de compléter l'article en donnant les références utiles à sa vérifiabilité et en les liant à la section « Notes et références ».
La pangamie est le croisement aléatoire des individus en génétique. Cela implique que les individus ne tiennent compte d'aucune préférences : physique, génétique ou sociale. En d'autres termes, le croisement de deux organismes n'est pas influencé par une quelconque interaction environnementale, héréditaire ou sociale. Dans ce cas, un partenaire potentiel a une chance identique aux autres d'être sélectionné. La pangamie est une des hypothèses de départ du principe de Hardy-Weinberg. Cependant, lorsque l'évolution et la sélection naturelle interviennent, la pangamie n'existe pas, car ce sont les individus ayant les meilleures caractéristiques de survie et de transmission de leur patrimoine génétique à leur descendance qui seront sélectionnés.